# 宮城県大河原産業高等学校
宮城県大河原産業高等学校（みやぎけん　おおがわらさんぎょうこうとうがっこう）は、宮城県大河原町にある県立高等学校。柴田農林高等学校と大河原商業高等学校を再編統合して2023年に開校した。

## 設置学科
全日制過程
- 農業科学科
  - 食農科学科野菜類型
  - 食農科学科果樹類型
  - 環境科学科森林類型
  - 環境科学科緑地類型

- 企画デザイン科

- 総合ビジネス科
  - 流通ビジネス科
  - 情報ビジネス科
  - 会計ビジネス科

## 沿革
- 2023年(令和5年)4月1日 - 宮城県柴田農林高等学校と宮城県大河原商業高等学校を再編統合し開校。

## 部活動
- 運動部
  - バレーボール、ソフトテニス、卓球、硬式野球、陸上競技、サッカー、剣道、ウェイトリフティング、バスケットボール、バドミントン、ボクシング
- 文化部
  - 科学、放送・写真、吹奏楽、美術・書道、家庭、ギター、農業科学、簿記、珠算・電卓、ワープロ、コンピュータ

## アクセス
- JR東日本東北本線大河原駅から徒歩12分